# داريل هيويت
داريل هيويت (بالإنجليزية: Darryl Hewitt)‏ هو لاعب كرة قدم أسترالية أسترالي، ولد في 29 أبريل 1958.

## وصلات خارجية
- داريل هيويت على موقع AustralianFootball.com (الإنجليزية)
- داريل هيويت على موقع AFLtables.com (الإنجليزية)